# Vittore Fossati
Vittore Fossati (Alessandria, 1954) è un fotografo italiano.
Inizia a interessarsi attivamente di fotografia dal 1977, quando apre ad Alessandria lo Studio Fossati, una piccola galleria che resterà aperta solo cinque anni ma in cui esporranno autori come Roberto Salbitani, Luigi Ghirri, Gabriele Basilico, Guido Guidi e Olivo Barbieri. Fossati entra a far parte così di un ambiente artistico che lo incoraggia a portare avanti la propria visione, incentrata sul paesaggio e sull'atto del vedere, e spesso intrecciata con i suoi interessi letterari e intellettuali. Negli anni '80 prende così parte alla "scuola" italiana di paesaggio guidata da Luigi Ghirri, con cui ha collaborato a progetti collettivi come "Viaggio in Italia" (1984 - è anche grazie a lui se il catalogo della mostra viene pubblicato dalla casa editrice Il Quadrante di Alessandria) ed "Esplorazioni sulla via Emilia" (1986).
Altri suoi lavori sono In riva ai fiumi, vicino ai ponti (Linea di Confine Editore, 2008), Appunti per una fotografia di paesaggio, Il Tanaro a Masio, Archivio dello Spazio della Provincia di Milano (1987-1997), Reviving Monuments (2001), O (2001-2004), Paesaggi dissonanti, su incarico dell’Istituto per i Beni Artistici Culturali e Naturali della Regione Emilia Romagna (2003), Atlante italiano 003 della DARC (2003, 2004 e 2006).
Nel 2004 realizza con il regista Maurizio Magri il documentario Viaggio in Italia. I fotografi vent’anni dopo, commissionato dal MUFOCO (Museo di Fotografia Contemporanea) di Cinisello Balsamo. Sempre del 2004 è il libro Vittore Fossati. Appunti per una fotografia di paesaggio che gli dedica la studiosa di fotografia Roberta Valtorta, edito da Marcovaldo.
Il libro illustrato Viaggio in un paesaggio terrestre, realizzato con lo scrittore Giorgio Messori, è pubblicato nel 2007 ed è presentato con una mostra omonima nella seconda edizione di “Fotografia Europea” a Reggio Emilia.
Nel 2011 la Fondazione per la fotografia di Modena gli ha dedicato la mostra "Quattro" assieme a Olivo Barbieri, Guido Guidi e Walter Niedermayr.
Del 2012 è il primo quaderno Il Tanaro a Masio, con uno scritto di Matteo Terzaghi al quale fa seguito nel 2018 un secondo quaderno, sempre con uno scritto di Matteo Terzaghi.
Le sue opere sono state esposte al Castello Sforzesco di Milano, al Museo Esenin di Tashkent, alla IX e alla X Mostra Internazionale di Architettura di Venezia, al MAXXI di Roma, alla Galleria d’Arte Moderna di Bologna.
Nel 2024 la città di Alessandria realizza la mostra "Effetti personali", curata dallo stesso Fossati e da Giovanna Calvenzi, che presenta una settantina di opere provenienti da sette progetti realizzati dall’artista durante la sua carriera, dal 1981 al 2018.
Vive e lavora ad Alessandria.